# Tudósító (foglalkozás)

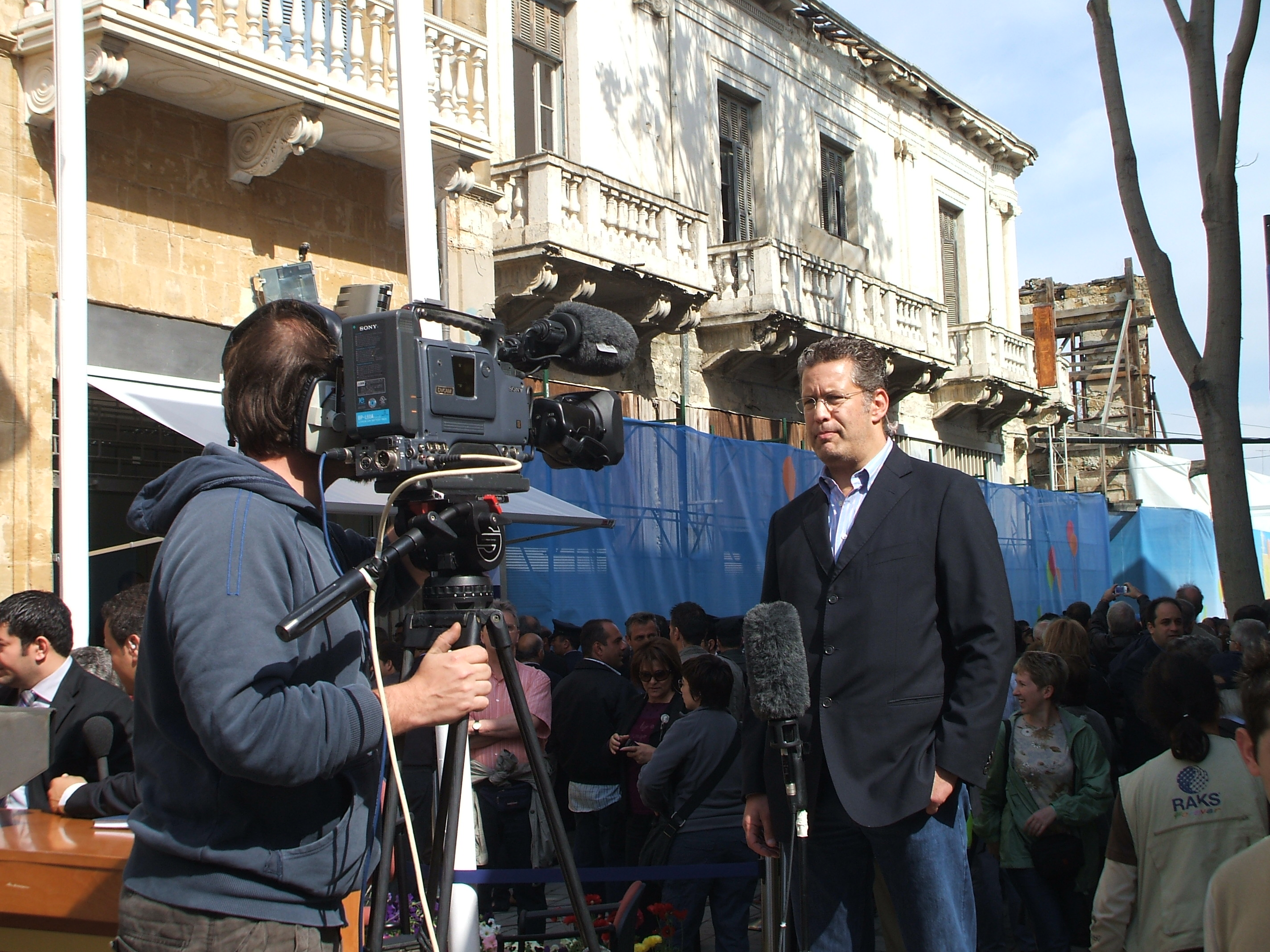
Az ARD német közszolgálati televízió tudósítója 2008-ban

A tudósító (latinból eredő régies megnevezése: korrespondens, vagyis levelező) olyan újságíró, aki a helyszínről számol be, és tájékoztat egy eseményről. Az újságírói szakma egyik speciális ága a külföldre, vagy a szerkesztőség székhelyétől távolra – vidékre – kiküldött állandó tudósító, aki életvitelszerűen tartózkodik egy városban vagy országban, hogy onnan éveken keresztül küldjön írásokat, riportokat.
A tudósító lehet televíziós, rádiós vagy a nyomtatott, illetve elektronikus sajtó munkatársa, az általa leadott anyag pedig a sajtóműfajok bármelyikéből meríthet: lehet tudósítás, riport interjú vagy csak egyszerű híranyag.

## Szakterületek
Ha egy tudósító huzamosabb ideig foglalkozik egy adott szakterülettel, akkor a terület problémáiban való elmélyülés, a személyes kapcsolatok és az informátorokkal kialakult bizalmi viszony a szerkesztőség munkáját is megkönnyíti. Ezért egyes újságírókat hosszabb időre delegálják bizonyos tudósítói területre.
Ilyen területnek számít a parlamenti tudósító (ennek Magyarországon a legismertebb képviselője Mikszáth Kálmán volt), a sporttudósító, haditudósító vagy az úgynevezett rendőrségi, vagy bűnügyi tudósító.
Külföldre – vagy nagyobb országok esetén a vidékre – kiküldött tudósító fenntartását – a magas költségek miatt – elsősorban nemzetközi hírügynökségek engedhetik meg maguknak, ugyanakkor a világ számos sajtóvállalata és napilapja is foglalkoztat valamilyen formában tudósítókat. Magyarországon az utolsó napilap, amely saját belföldi tudósítóhálózattal rendelkezett, a 2016-ban megszűnt Népszabadság volt. A világon a legnagyobb tudósítói hálózattal a német ARD médiatömörülés és a közszolgálati brit BBC rendelkezik.